# Scott (hrabstwo Burnett)
Scott – miasto w Stanach Zjednoczonych, w stanie Wisconsin, w hrabstwie Burnett.